# Château Saint-Léon d'Éguisheim
Le château Saint-Léon est un édifice construit sur les vestiges d'un château fort médiéval du XIIIe siècle. Il se trouve au cœur du village d'Eguisheim dans le département du Haut-Rhin (région Grand Est).
De la forteresse primitive, il ne reste guère que le mur d'enceinte suivant un plan octogonal qui fait l'objet d'un classement au titre des monuments historiques. Dans la base Mérimée, il est référencé sous l'appellation château de Saint-Léon-Pfalz.
Les restes du château fort ont été complètement remodelés à la fin du XIXe siècle par l'ajout d'une chapelle de style néo-roman dédiée à saint-Léon IX et d'une tourelle de style néo-renaissance abritant un escalier qui permet d'accéder aux étages du logis. L'affirmation diffusée depuis le XIXe siècle, que ce château serait le lieu de naissance du Pape Léon IX est cependant controversée et mise à mal par les recherches de ces dernières décennies.

## Histoire
La date de construction du château urbain d'Éguisheim n'est pas clairement établie. Aucun élément tangible ne prouve l'existence d'un château avant le XIIIe siècle.

### Haut Moyen Âge

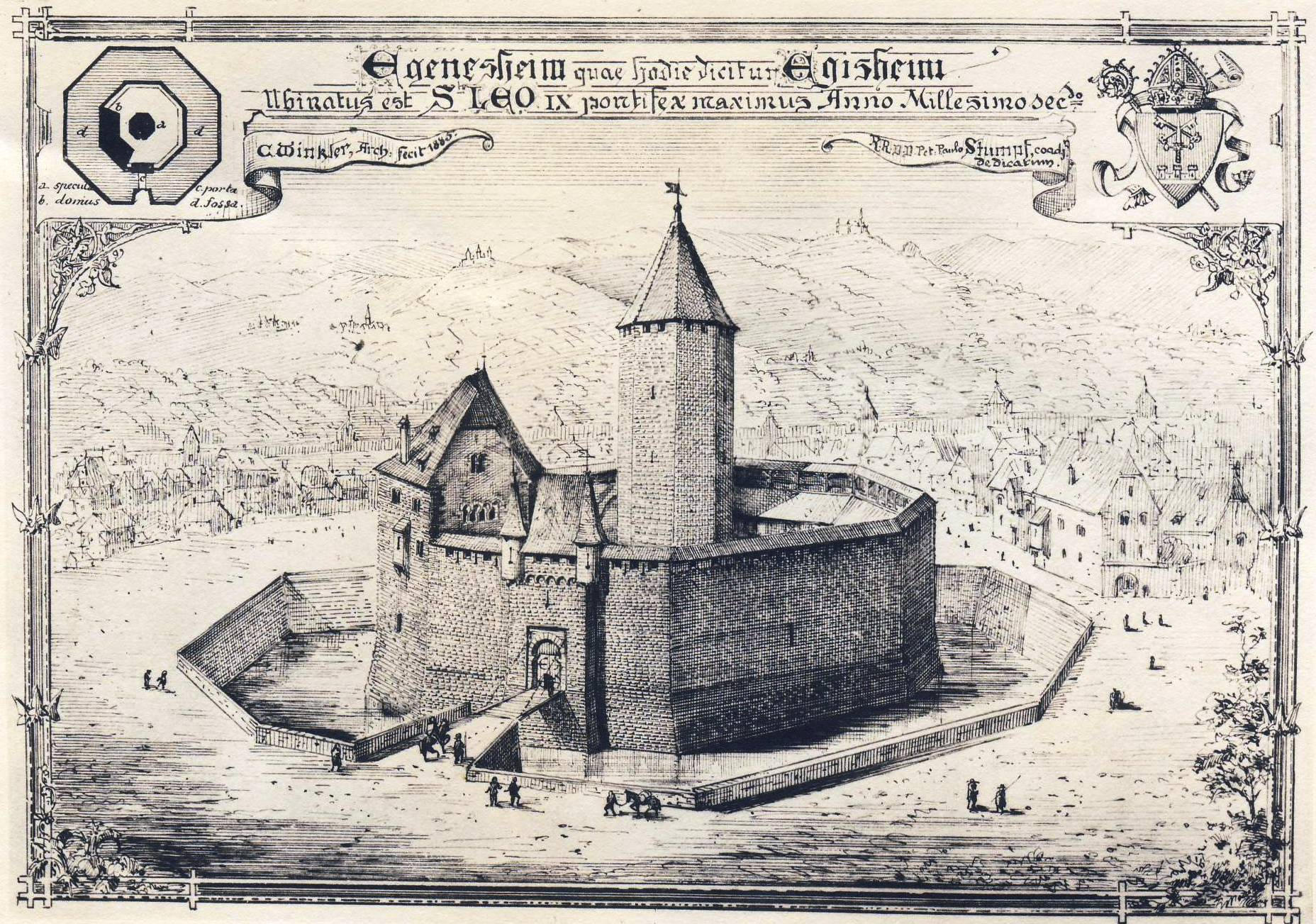
Gravure de Charles Winkler(1885) présentant une reconstitution du château urbain d'Éguisheim. Les trois tours du Haut-Éguisheim sont visibles sur une colline de l'arrière-plan. Bibliothèque nationale.

Les Étichonides, dont les descendants furent Comtes d'Éguisheim avaient certes des possessions à Eguisheim, cependant l'hypothèse que le château urbain ait pu être fondé par Eberhard, petit-fils d'Etichon, Duc d'Alsace, est peu crédible. Cette supposition, souvent formulée autrefois, s'appuyait sur une chronique du couvent d'Ebersmunster affirmant que le Comte Eberhard, décédé en 747, habitait un château qu'il avait construit à Eguisheim. Cet écrit datant du XIIe siècle  qui rapportait des faits antérieurs de 4 siècles pouvait toutefois être mis en doute et actuellement, on situe plus volontiers la demeure d'Eberhard au Haut-Eguisheim. Toutes les autres évocations d'un castrum Egisheim du XIe siècle jusqu'au milieu du XIIIe siècle se rapportent à cet autre site fortifié, se trouvant à 2,5 km du village, sur les premiers contreforts des Vosges.

### Moyen Âge et Renaissance
La lignée des Comtes d'Éguisheim s'éteignit au XIIe siècle ; les Comtes de Dagsbourg héritèrent de leurs biens.
Après la mort de Gertrude de Dabo (1225), dernière représentante de cette famille, plusieurs partis se disputèrent la succession. Parmi les prétendants, se trouvaient la famille de Linange, les Margraves de Bade, les Comtes de Ferrette et les évêques de Strasbourg.
Ce conflit pourrait constituer un motif pour l'érection d'un château urbain à Éguisheim. La situation se détendit quand l'évêque Berthold acheta ses droits sur Eguisheim au Margrave de Bade (2 novembre 1226).
Des considérations architecturales : le plan octogonal du mur d'enceinte et son appareil (pierres à bosses, marques de tâcheron) amènent les historiens à dater le château du début du XIIIe siècle,. Les fouilles menées en 1994 et 1995 n'ont pas révélé d'éléments plus anciens.
Dans les écrits, la première évocation certaine du château urbain se trouve dans un inventaire des biens de l'évêque de Strasbourg Jean de Dürbheim datant de 1355.
En 1348, l'ensemble du site était propriété de Jean de Zellenberg, bailli d'Éguisheim. Après avoir été occupé par les Écorcheurs en 1444, il se trouvait en mauvais état et fut restauré à la veille du XVIIe siècle. C'est de cette époque que datent les fenêtres à meneaux du corps de logis à deux étages.

### Du XVIe au XIXe siècle

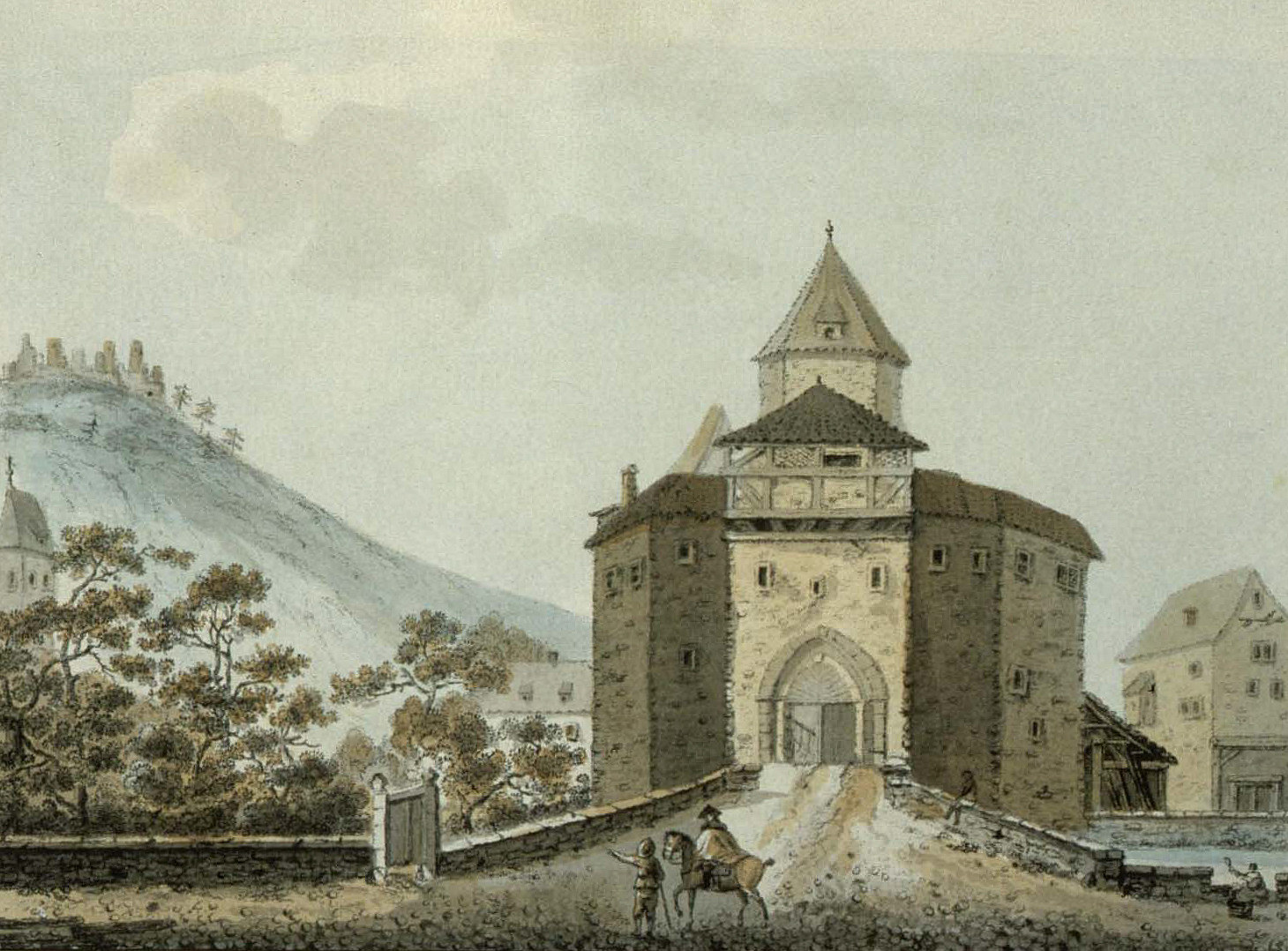
Vue du château en 1785 par François Walther

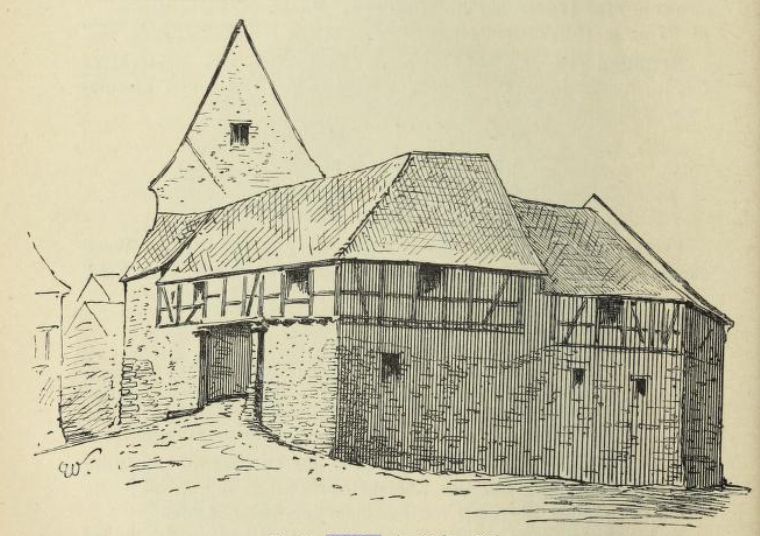
Vue du château urbain d'Eguisheim avant son réaménagement. Croquis de Charles Winkler

Durant la Guerre de Trente Ans, le trésor de l'église de Husseren-les-Châteaux fut mis à l'abri au château, qui fut pillé par les suédois malgré cela.
Jusqu'à la Révolution, le château urbain d'Éguisheim servit de résidence au bailli représentant de l'évêque de Strasbourg. Il fut alors confisqué en tant que bien de l'Église et déclaré propriété de la Nation avant d'être vendu à un particulier en 1795. Le nouveau propriétaire fit abattre le donjon et l'avant-corps du portail afin de construire des hébergements pour des travailleurs journaliers. En 1877, un incendie détruisit ces constructions post-révolutionnaires et le château resta à l'état de ruine durant plusieurs années.

### Réaménagement duXIXesiècle

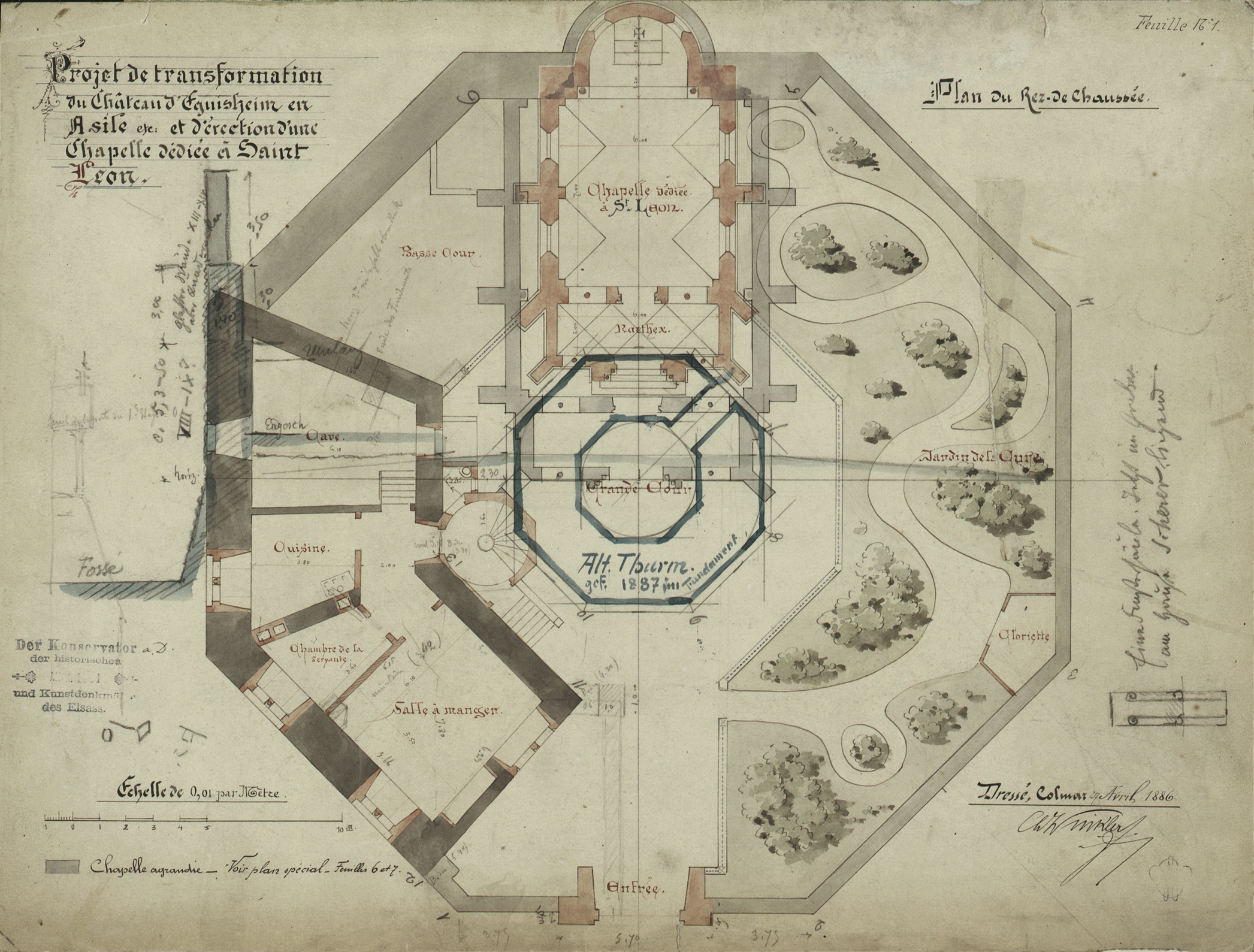
Plan pour la transformation du château avec insertion d'une chapelle, Charles Winkler 1885

En 1885 le château fut acheté par l'évêché de Strasbourg à l'initiative  de Mgr Pierre-Paul Stumpf, évêque-coadjuteur de Strasbourg, natif du village, qui voulait y faire construire une chapelle dédiée à saint Léon. Le projet des transformations fut confié à Charles Winkler (ancien) architecte des Monuments Historiques. Les vestiges du donjon central furent alors détruits et la chapelle de style néo-roman fut construite à l'ouest de son emplacement entre 1886 et 1895. Le travail fut parachevé en 1903 par la restauration du logis qui fut agrémenté d'un balcon et d'une tourelle d'escalier de style néo-renaissance.
De nos jours, le château appartient à la commune d'Eguisheim qui l'utilise pour des réceptions ou des expositions temporaires. Consacrée le 17 mai 1894, la chapelle est un mémorial du Pape Léon IX. Elle est généralement accessible aux visiteurs et utilisée occasionnellement pour des offices religieux.

## Architecture

### Le mur d'enceinte

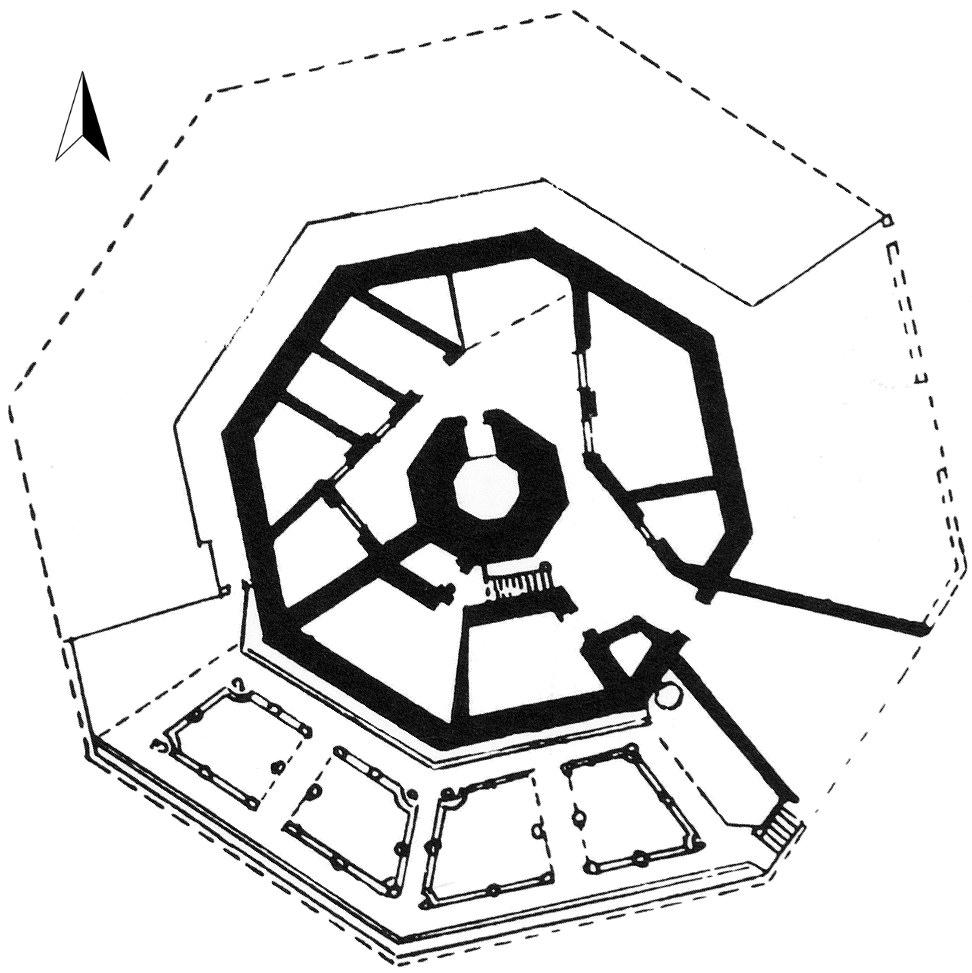
Plan du château avec ses douves en 1790.

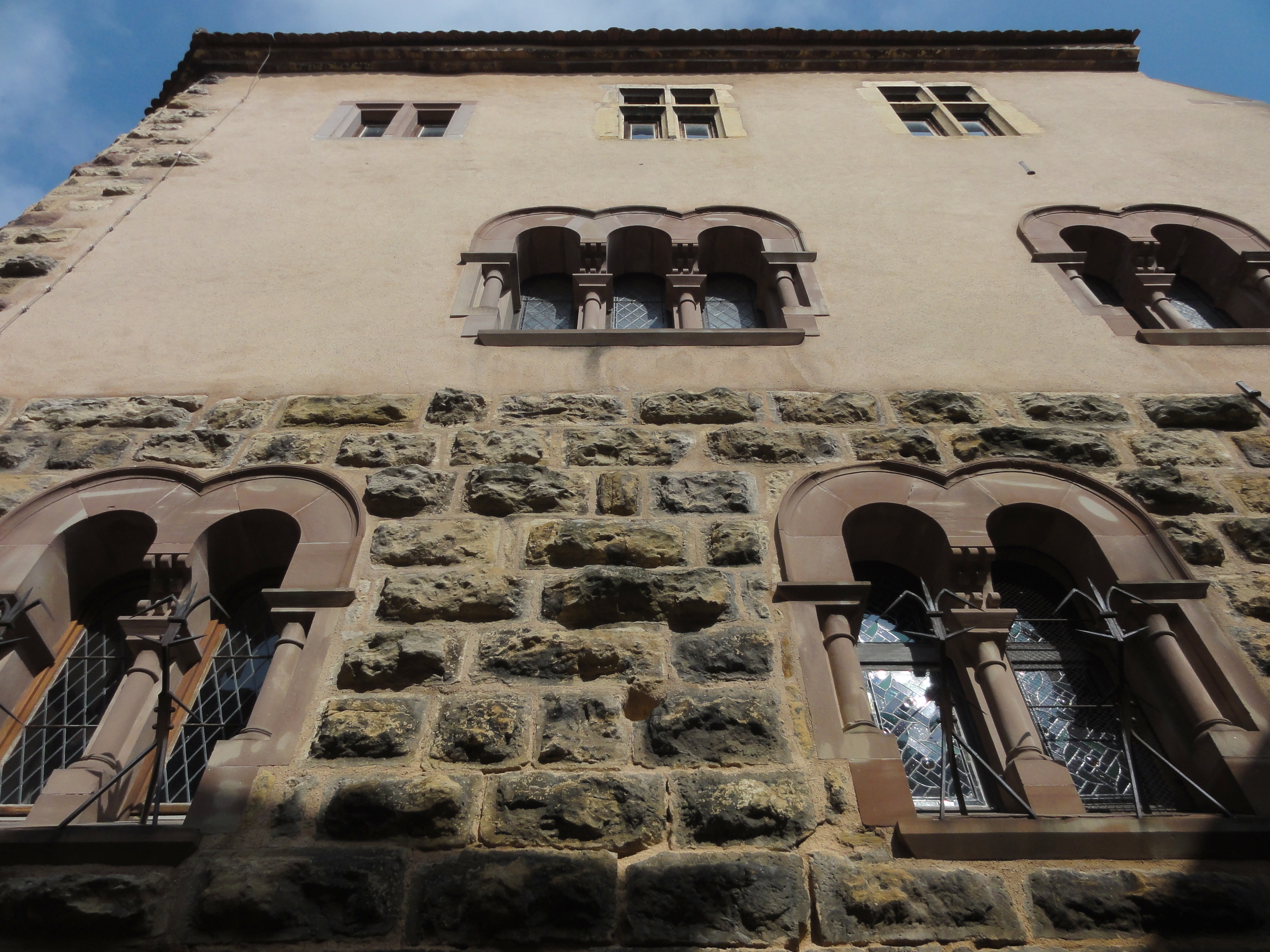
Vue du côté sud, un mélange de styles : maçonnerie médiévale, fenêtres néo-romanes, fenêtres à meneaux plus haut.

Le château Saint-Léon est entouré par un mur d'enceinte traçant au sol un octogone régulier presque parfait de 13 m de côté. Son petit diamètre est d'environ 31,4 m. L'épaisseur du mur est de 1,80 m environ. Sur sa partie inférieure, il est constitué de moellons de grès jaune à bossages sur une hauteur de 5 m. Plus haut les pierres à bossage continuent à marquer les angles de l'octogone, mais l'appareil du mur est fait de moellons simples de grès rose. Au milieu du pan ouest, on trouve une meurtrière verticale ancienne avec un arc en plein-cintre alors que dans le pan sud, des fenêtres ont été insérées au XIXe siècle. Au sud-est, on trouvait la porte d'entrée avec son avant-corps. Une amorce de cette construction rapportée est encore visible à l'entrée actuelle.

### Éléments défensifs disparus
Les restes du mur d'enceinte ne constituent que les vestiges encore visibles d'un ensemble défensif aujourd'hui disparu. La muraille était coiffée d'un chemin de ronde couvert. Elle était entourée par un fossé d'une largeur de 12 m. La porte d'entrée du château présentait un arc brisé de style gothique avec un ébrasement à voussure. Elle était munie d'un pont-levis encore visible en 1578. En 1790, la moitié nord des  douves étaient encore en eau, la partie sud était comblée et transformée en jardin. Douves et jardin n'existent plus de nos jours : tout est comblé et recouvert de pavés (place du Château, place du Marché aux saules).
Au centre du château se dressait un donjon massif et octogonal comme le mur d'enceinte. Son côté mesurait environ 4 m. Ses murs avaient une épaisseur de 2,20 m. Comme le mur d'enceinte, le donjon était constitué de pierres à bosses.

### Le logis

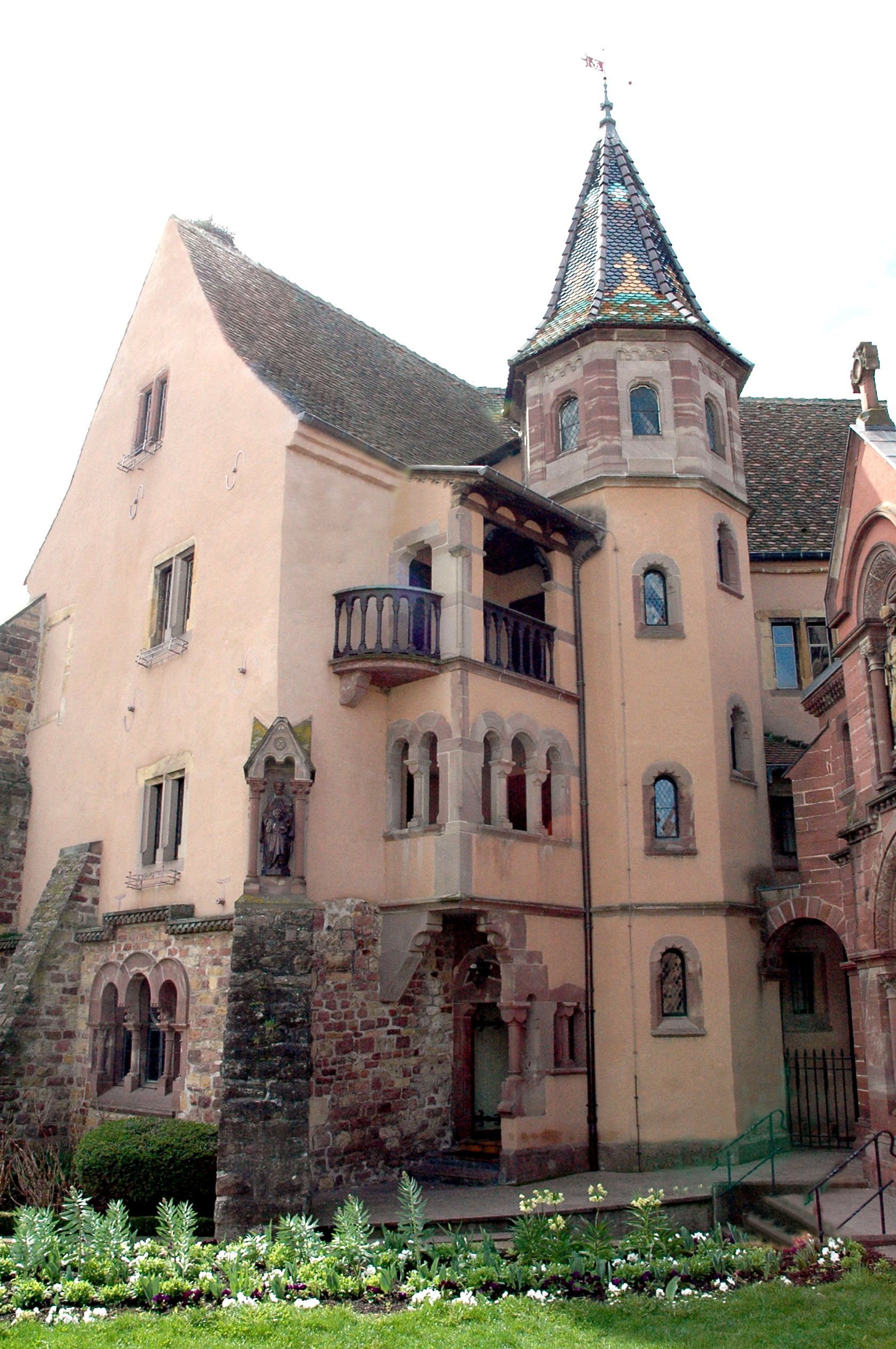
Le logis, sa tourelle et son balcon néo-renaissance.

Le bâtiment d'habitation ou logis s'adosse par l'intérieur aux côtés sud du mur d'enceinte. Il a été remanié plusieurs fois et son aspect actuel, de style néo-renaissance date du début du XXe siècle. La tourelle d'escalier  construite à cette occasion rappelle le donjon par sa forme octogonale. Ses dimensions plus modestes, bien en rapport avec le bâtiment lui confèrent une certaine élégance. Ce logement a une profondeur de 8 m et pourrait dater du XVe siècle ou début du XVIe siècle d'après l'aspect des fenêtres à meneaux qui sont d'origine. La porte du pignon nord du bâtiment conduisait autrefois au chemin de ronde.
Le château possédait encore d'autres dépendances qui, comme le logis, s'appuyaient à l'intérieur du mur d'enceinte. Leur nombre et leur disposition ne sont pas clairement déterminés : du fait des transformations et de l'incendie qui les a détruits, il en reste peu de traces. On peut se référer au plan de 1790.

### La chapelle Saint-Léon
Le plan de Charles Winkler montre une première ébauche d'une chapelle aux dimensions plus modestes que celle qui a été réalisée finalement. Construite en grès rose, elle s'étire du centre de l'octogone jusqu'au-delà du pan nord-ouest du mur d'enceinte: le chœur forme une abside qui surplombe la base du mur en une saillie en encorbellement. Le corps du bâtiment est rectangulaire, surmonté d'un toit à deux pans couvert de tuiles vernissées qui se finit en pignons. Les murs latéraux sont soutenus par des contreforts qui encadrent des oculi circulaires surmontant des fenêtres géminées.
Au nord-est, le pignon présente une arcature à baies aveugles qui marque le style néo-roman de la chapelle ; il est surmonté d'un clocheton. L'entrée de la nef est précédé d'un avant-corps relativement imposant formant un narthex extérieur. L'arc en plein-cintre de l'entrée est surmonté d'une niche qui abrite une statue de saint Léon IX.
À l'intérieur, la nef, longue de 14 m et large de 8,60 m présente trois travées. Elle est couverte d'une voûte en berceau échancrée par six lunettes donnant sur les vitraux. Au fond de la nef, le choeur forme une abside semi-circulaire recouverte d'un cul de four ; à sa gauche se tient une statue de saint-Léon, à sa droite un reliquaire contenant un fragment d'os crânien lui fait pendant.
Le décor de la chapelle est de couleurs vives ; les fresques sont l'oeuvre d'un certain Martin. Les vitraux représentent les saints et saintes d'Alsace. La fresque du choeur représente le Christ en gloire avec les apôtres Pierre et Paul. Sur la voûte, sept médaillons représentent les étapes de la vie de saint Léon IX.

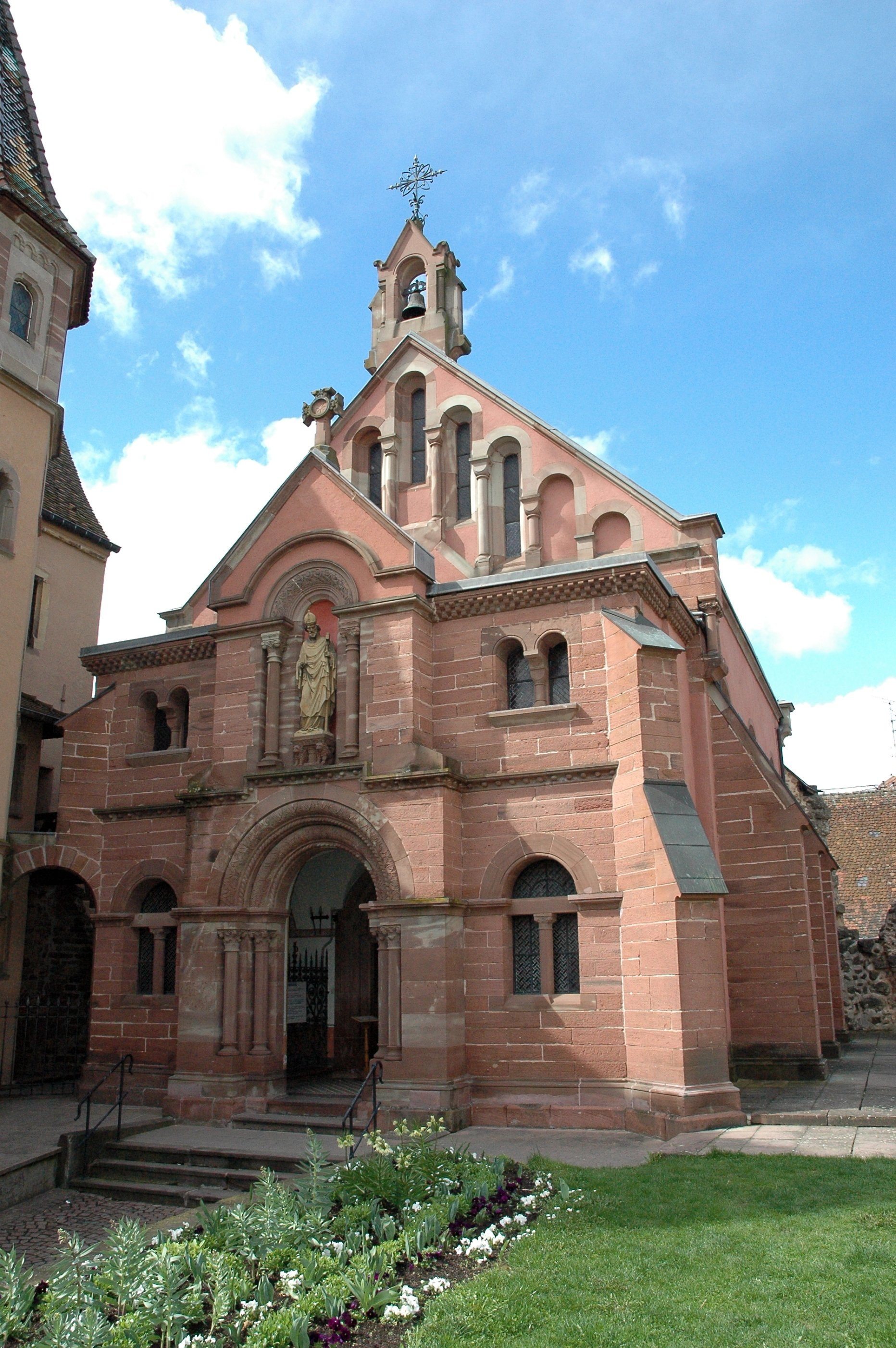
La chapelle, pignon nord-est et avant-corps.
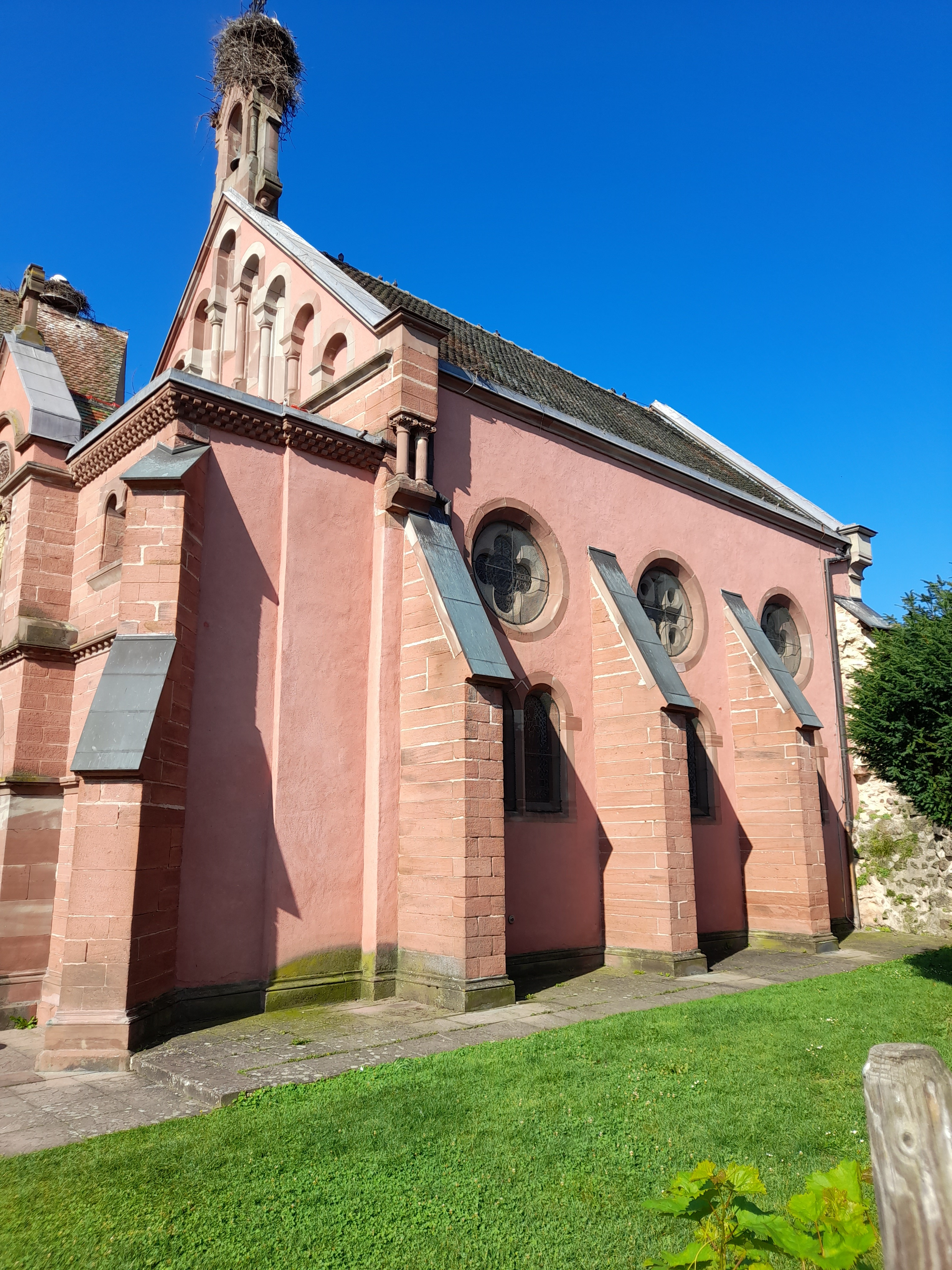
La chapelle, vue latérale, contreforts et fenêtres.
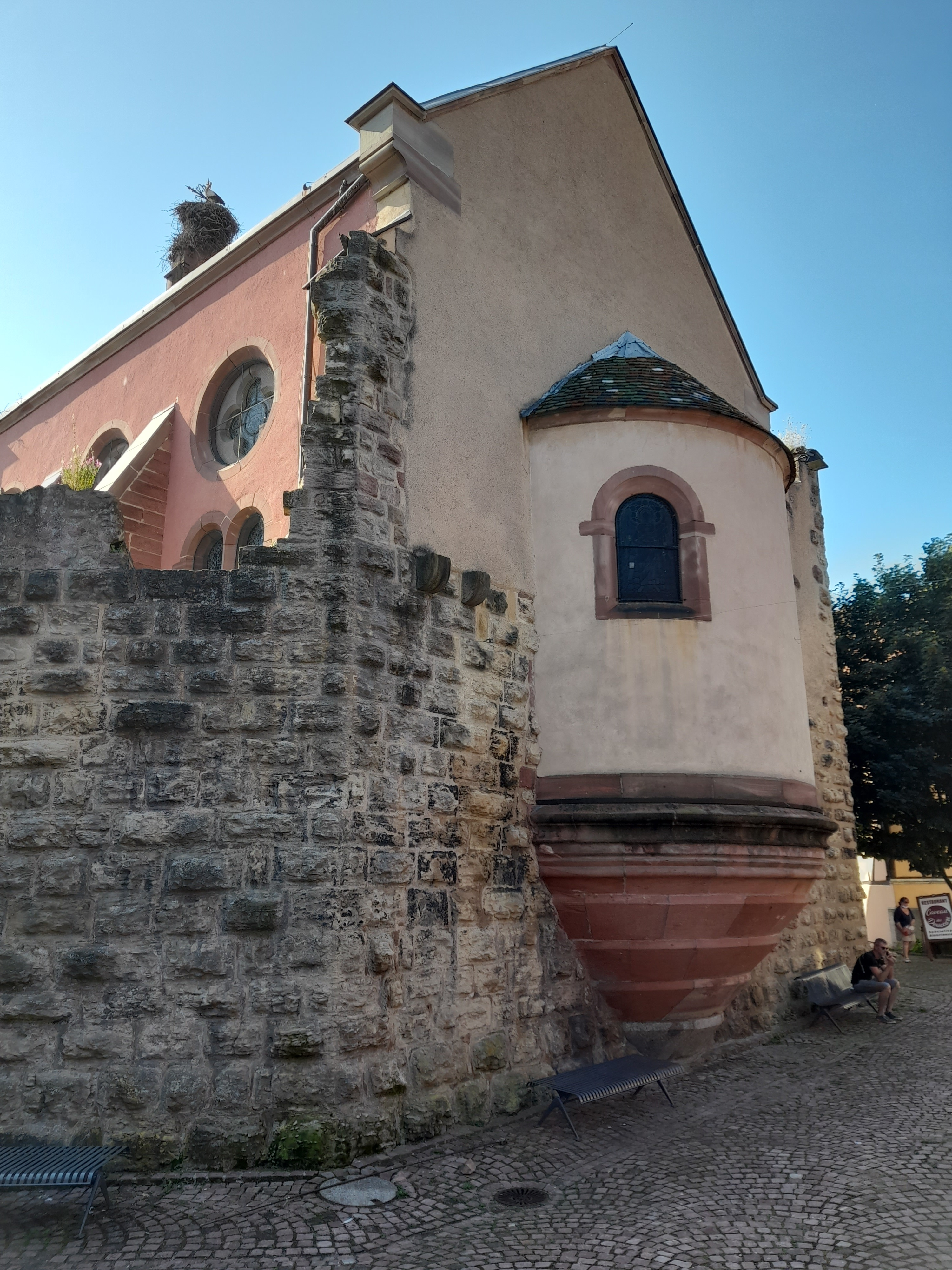
La chapelle, partie arrière, abside en saillie.
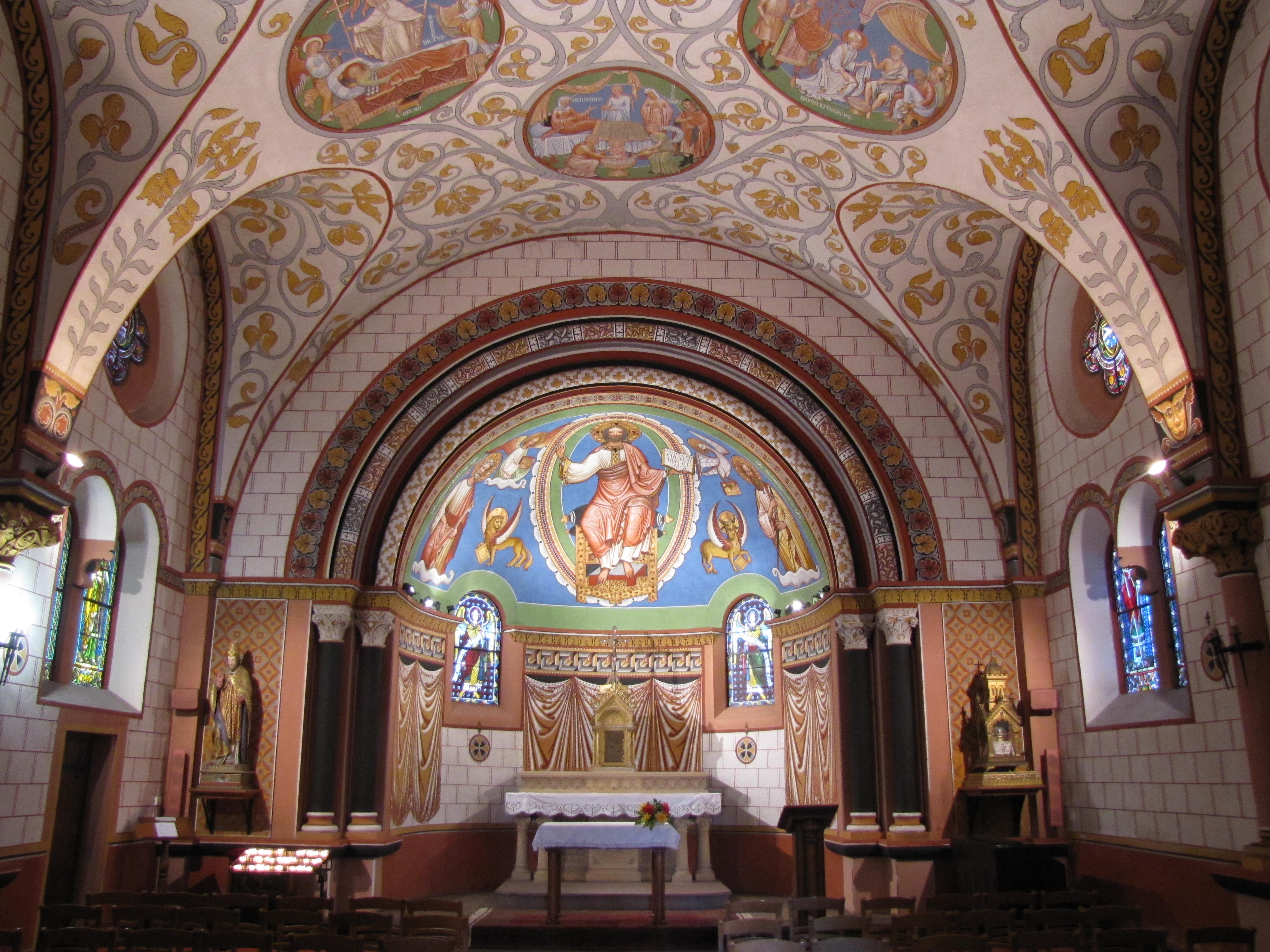
Intérieur de la chapelle, la voûte, le chœur.
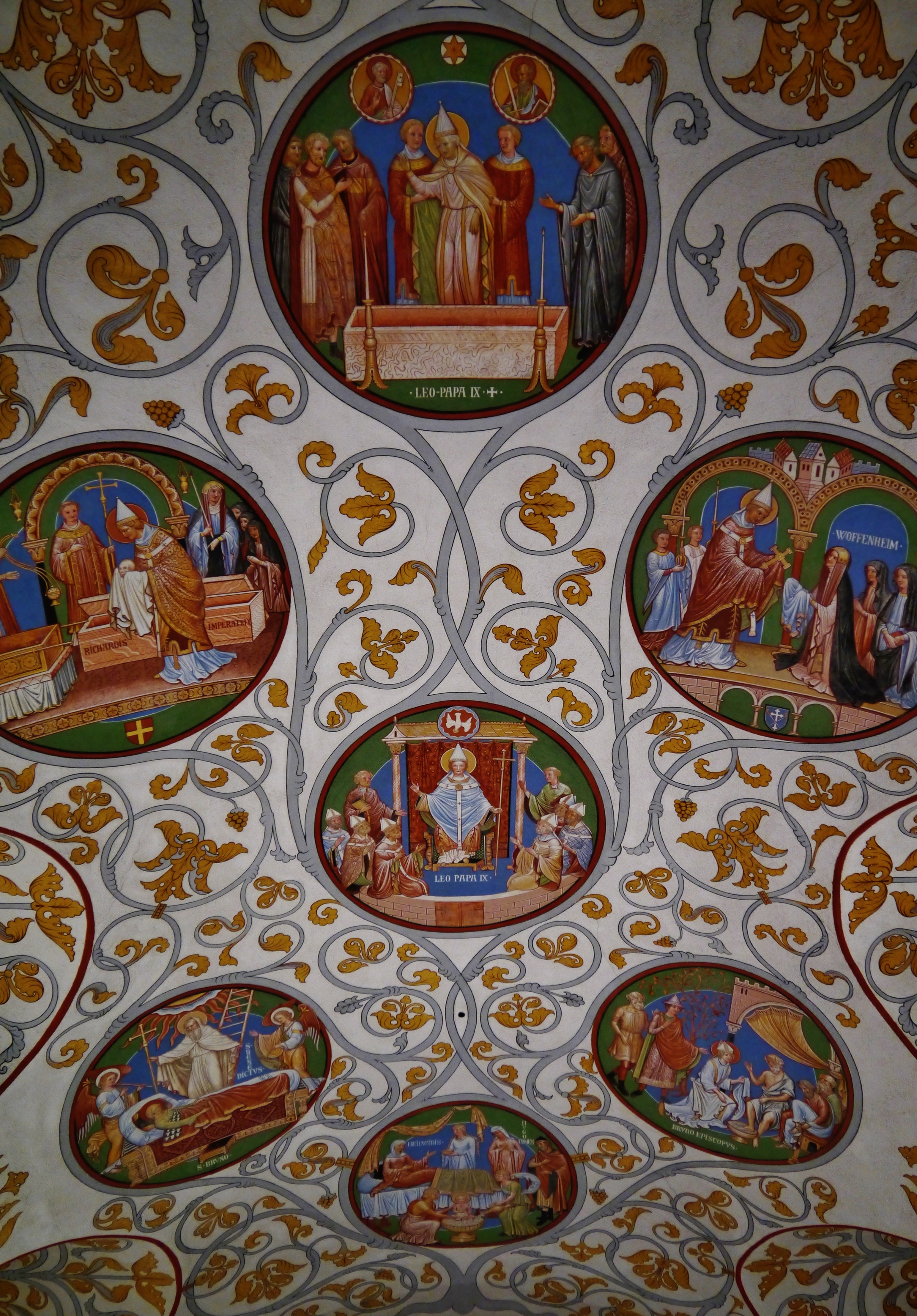
La voûte décorée, les étapes de la vie de saint Léon.
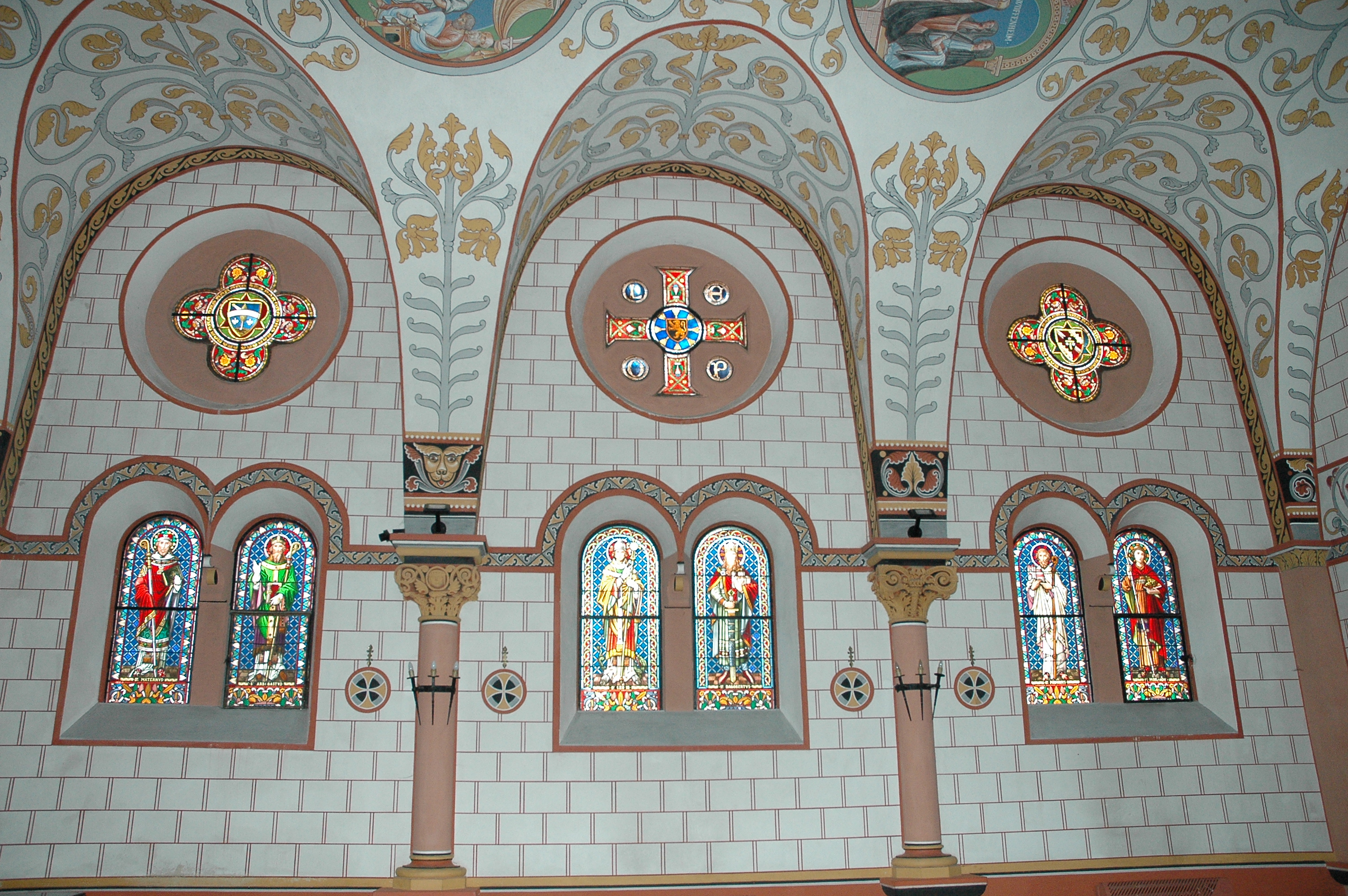
Intérieur de la chapelle, vitraux, oculi, lunettes.

## Photographies

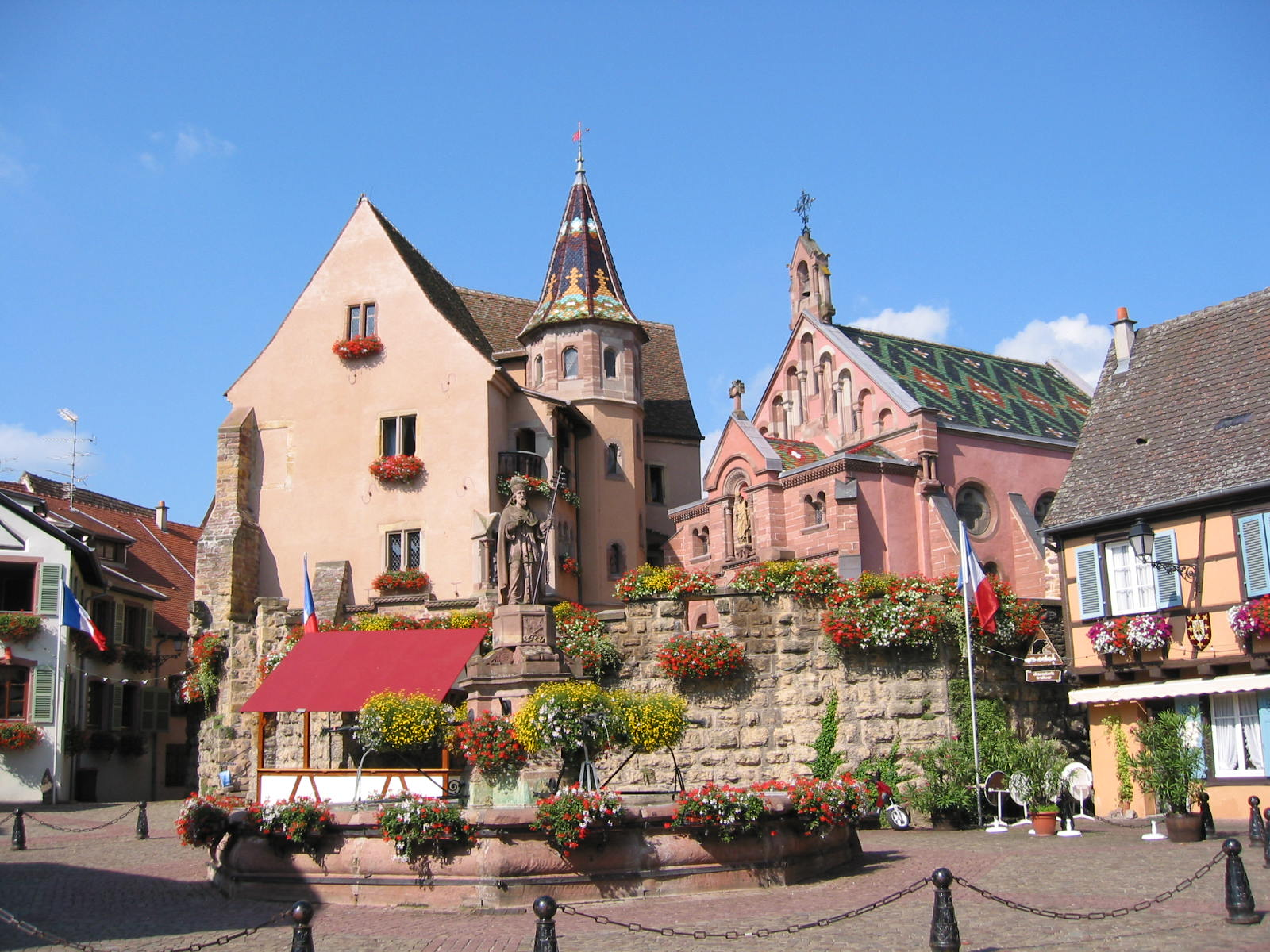
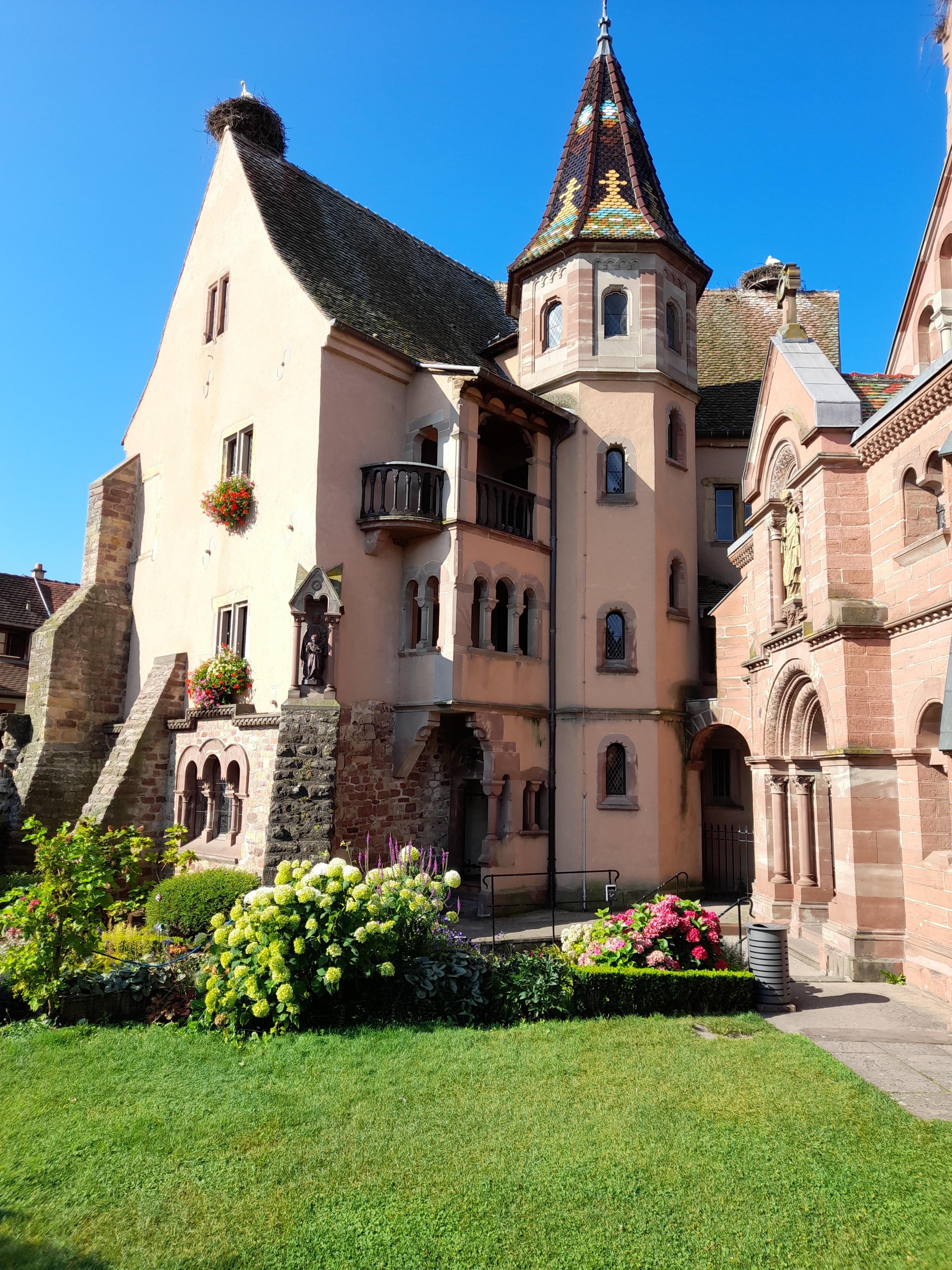
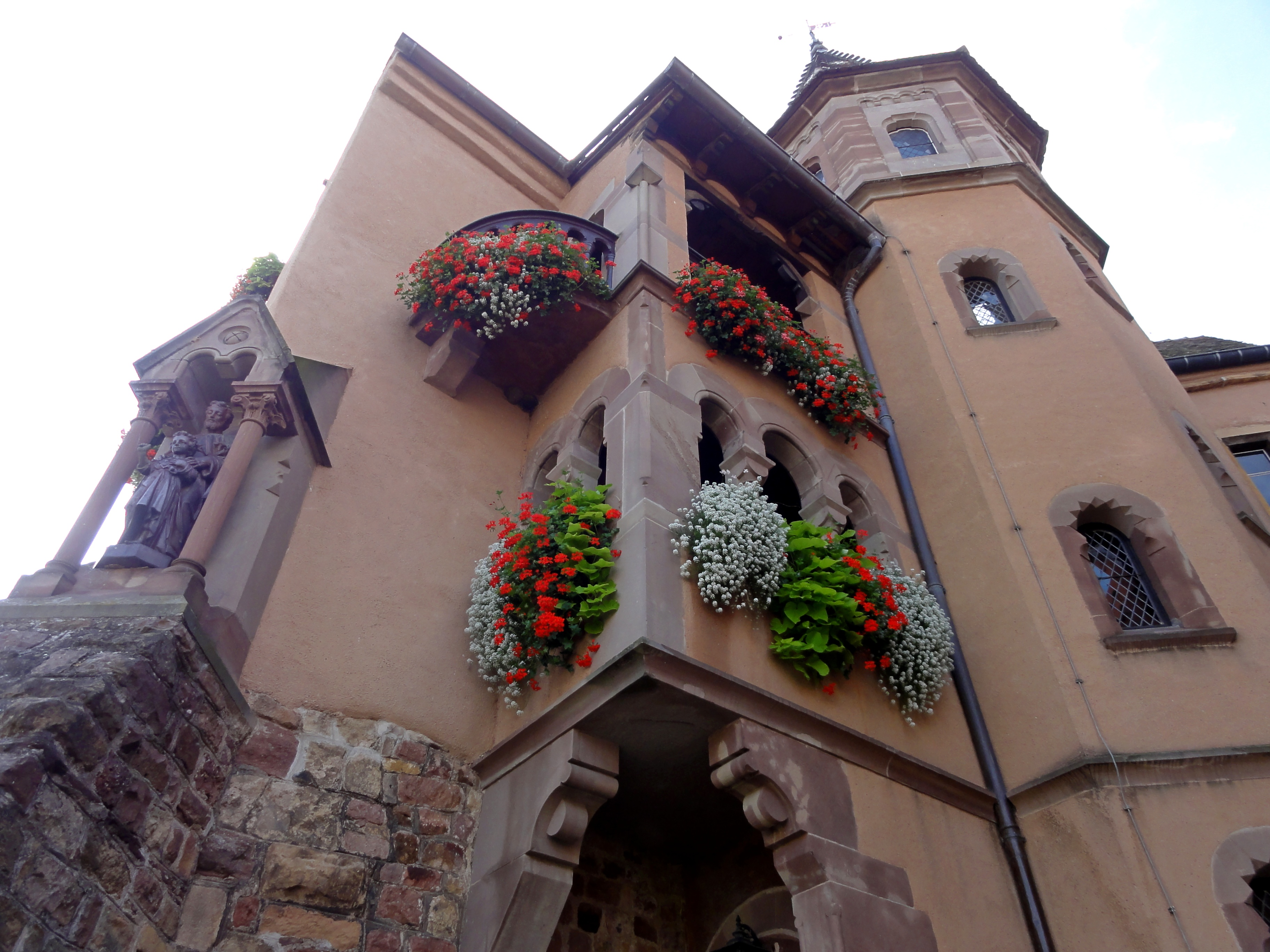
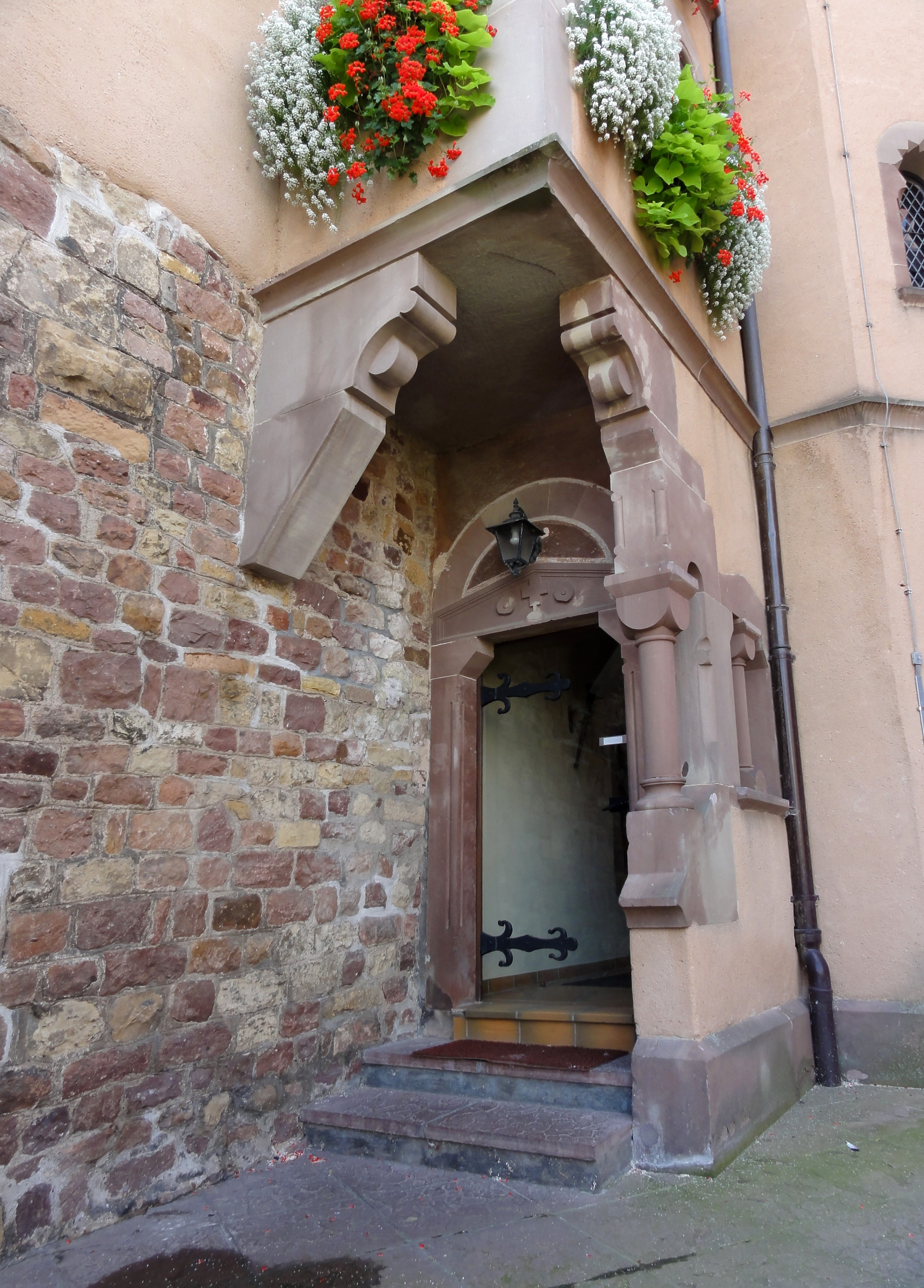
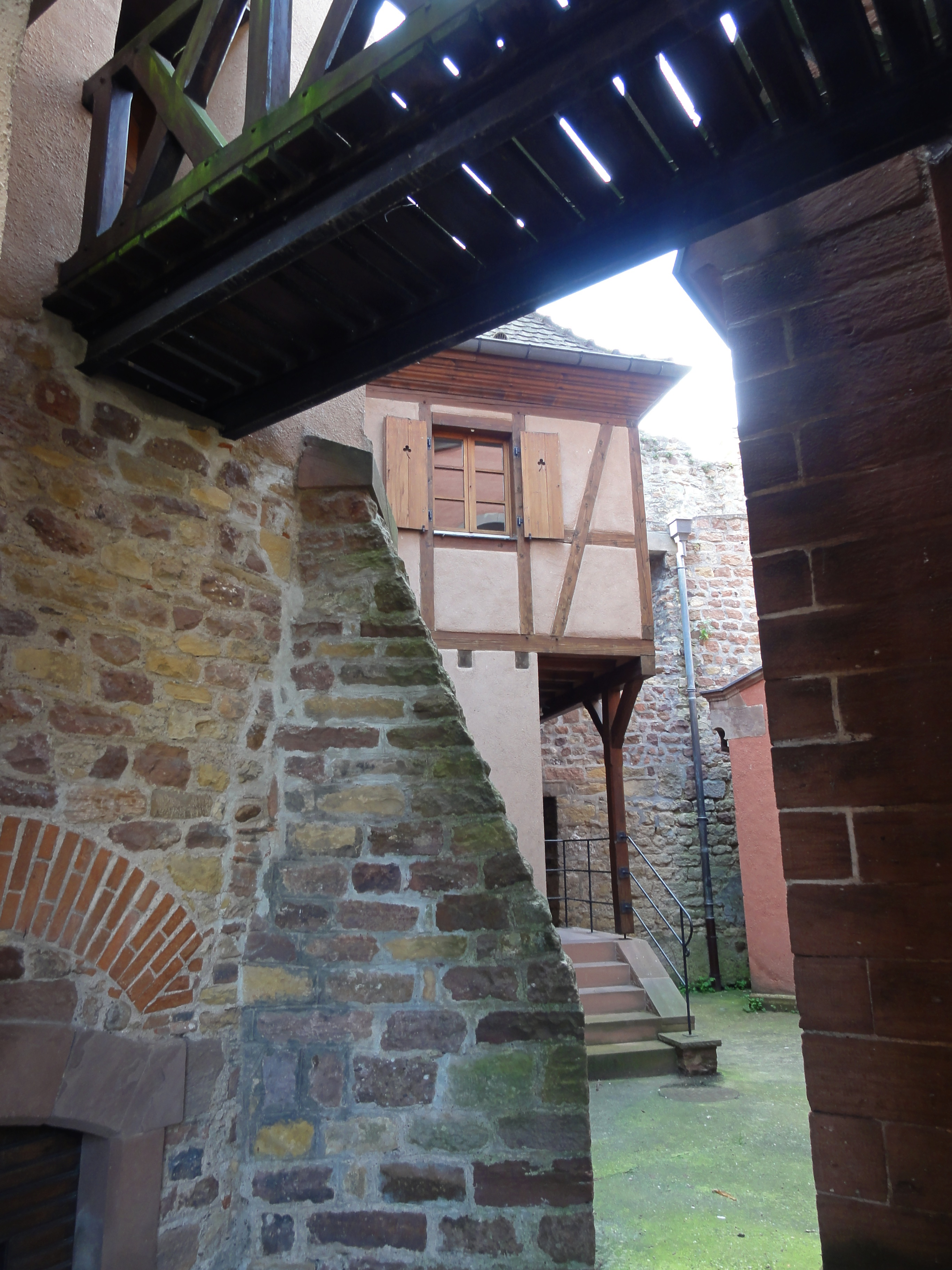
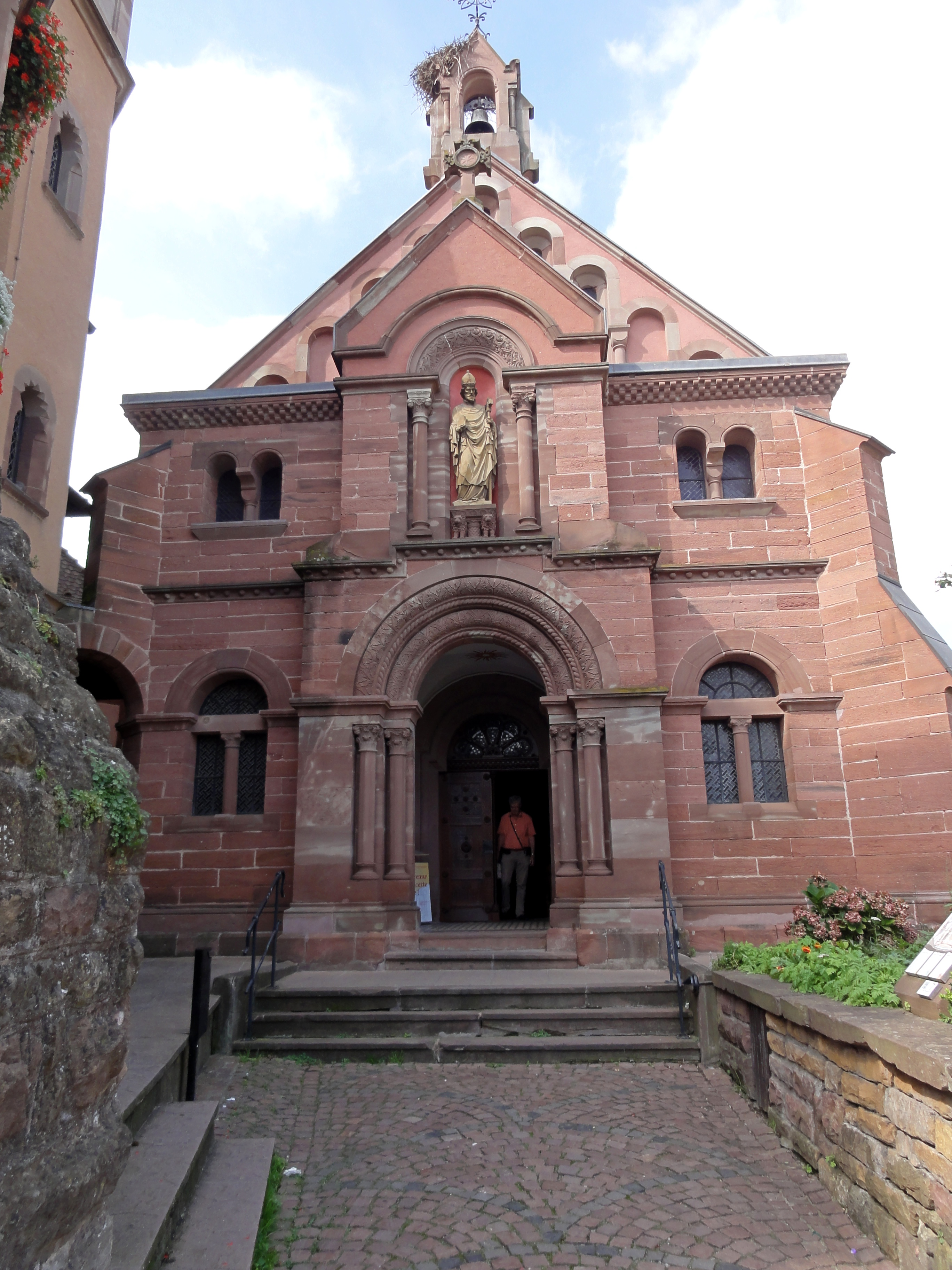